# دفنة كامشاتكية
دفنة كامشاتكية (الاسم العلمي:Daphne kamtschatica) هي نوع من النباتات تتبع جنس الدفنة من الفصيلة المثنانية.